# Уна (приток Савы)
У́на (хорв. Una) — река в Хорватии и Боснии и Герцеговине, правый приток Савы. Длина реки — 212 км, средний расход воды — 202 м³/с.
Уна берёт начало на территории Хорватии, на северо-восточных склонах горы Стражбеница (Динарское нагорье) к северу от Книна. Далее течёт на север, втекает на территорию Боснии и Герцеговины, в районе города Бихач поворачивает на северо-восток. Чуть выше города Босански-Нови начинает образовывать границу между Боснией и Хорватией, с этого момента Уна остаётся пограничной рекой вплоть до своего впадения в Саву возле города Ясеновац.

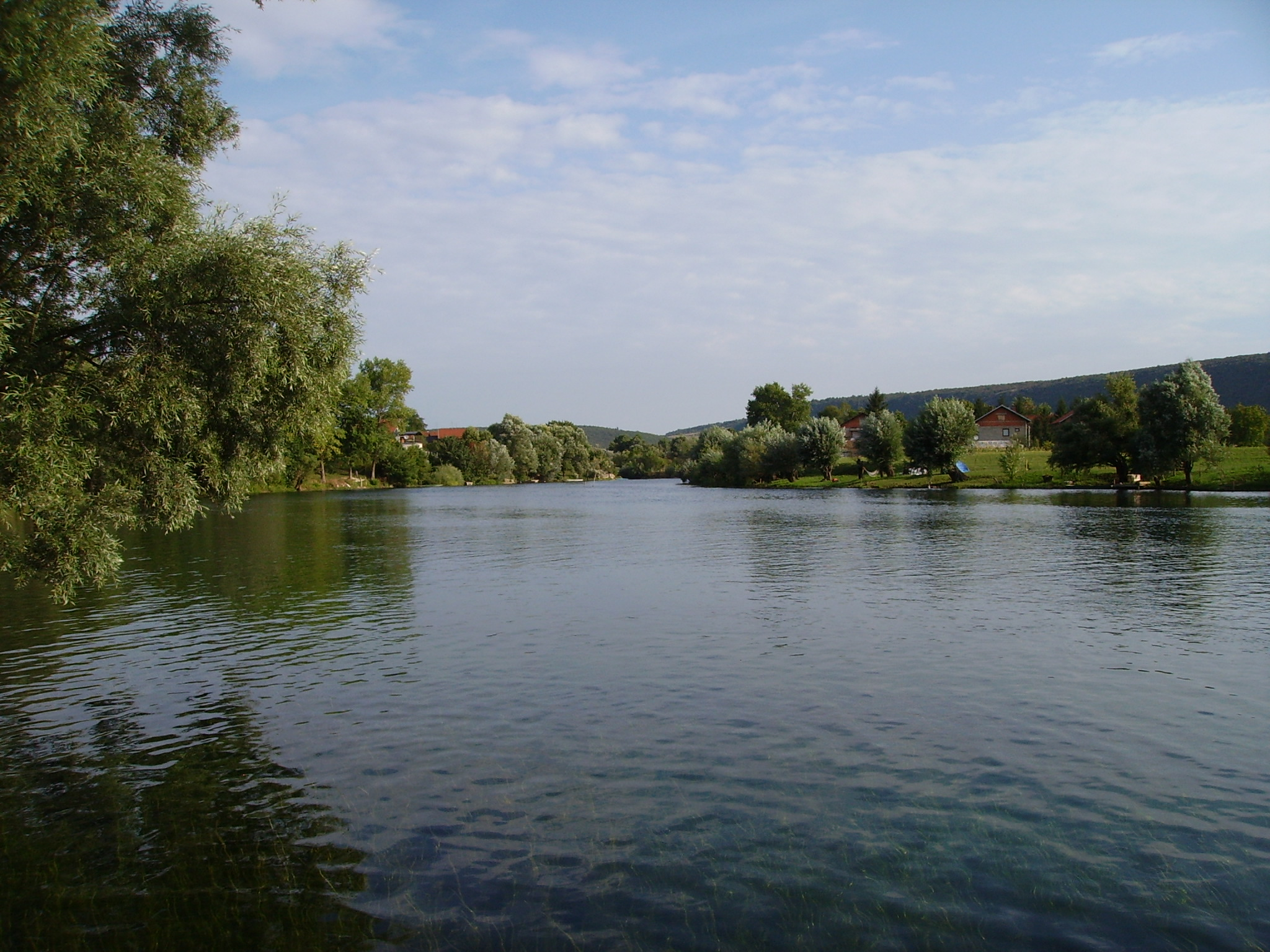
Уна под Бихачем

В верховьях река имеет горный характер, долина узкая и глубокая, течение бурное, в русле многочисленные пороги. В среднем и нижнем течении скорость течения уменьшается, берега понижаются, русло становится более извилистым. Весеннее половодье, осенние дождевые паводки. В нижнем течении судоходна для небольших судов.
На Уне стоят города Мартин-Брод, Бихач, Босанска-Крупа, Босански-Нови, Козарска-Дубица (ранее Босанска-Дубица, Босния и Герцеговина); Двор, Хрватска-Дубица (Хорватия).
Крупнейшие притоки — Унац, Сана, Клокот и Крушница.
Долина реки Уна отличается большим природным разнообразием. Здесь произрастает около 170 типов редких растений. Один из видов эндемичных колокольчиков долины Уны был назван в честь реки Campanula unensis. В самой реке живёт 28 видов рыб, в том числе дунайский лосось.